# Brachiaria subulifolia
Brachiaria subulifolia är en gräsart som först beskrevs av Carl Christian Mez, och fick sitt nu gällande namn av Clayton. Brachiaria subulifolia ingår i släktet Brachiaria och familjen gräs. Inga underarter finns listade i Catalogue of Life.